# 駐車
駐車（ちゅうしゃ）は、車両等が継続的に停止すること、あるいは車両等の運転を止めて車両等から離れる事を指す。

## 駐車場所
自動車交通においては適切な駐車場所が必要となる。
目的外の駐車場利用、近隣コンビニ駐車場を利用するためにコンビニで買い物をしたとしても買い物にかけた時間以外においては違法駐車であり、住居侵入罪に問われる場合がある。

### 駐車場の設定

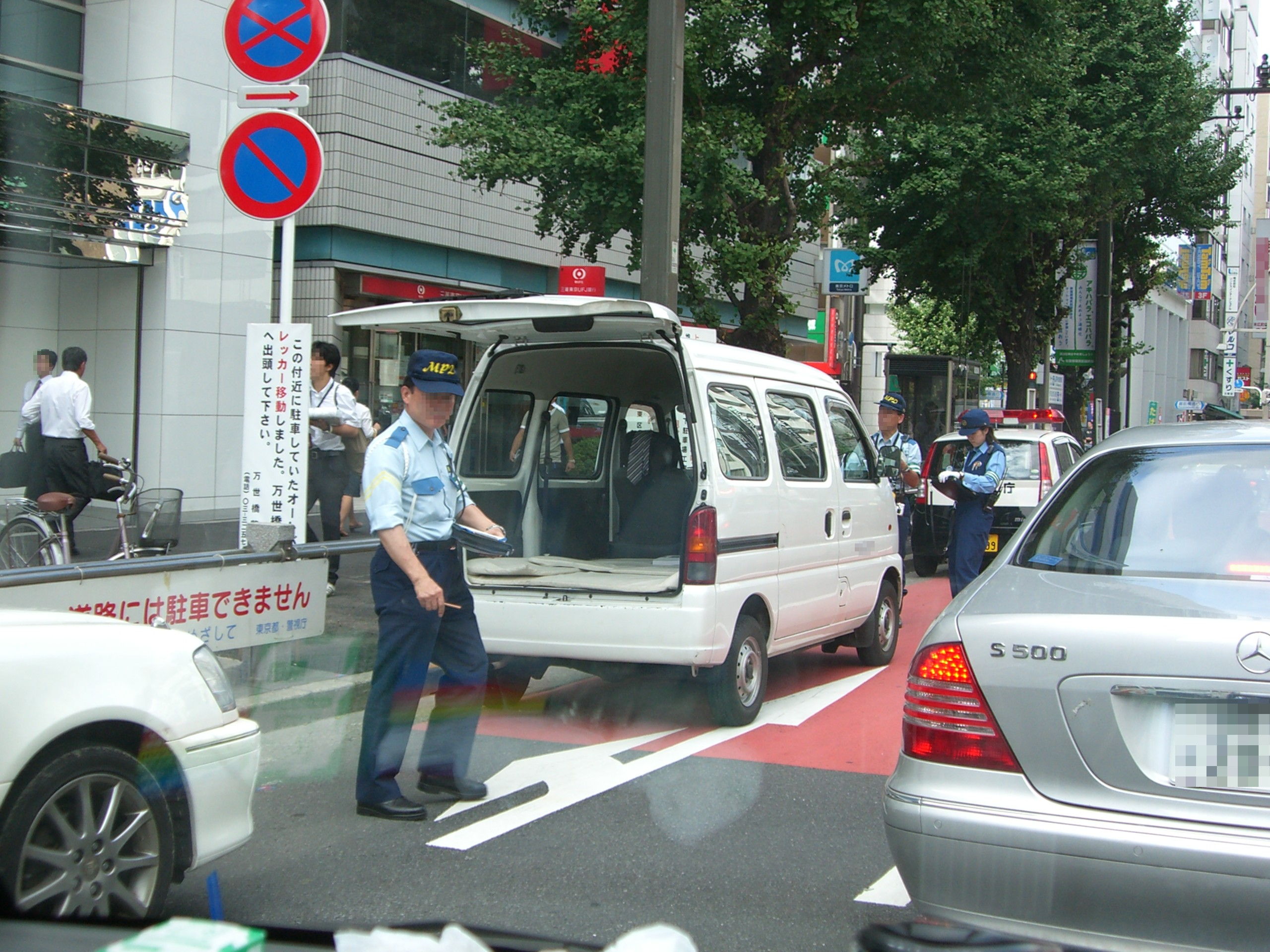
駐停車禁止の取締り
女性警察官と駐車監視員
（2006/9/4秋葉原にて撮影）

役所や鉄道駅などの公的な施設、商店やショッピングモールなどの商業施設、一般家庭などでは、その敷地内に利用者用の駐車場を用意している場合があり、それらの駐車場では、無料・有料の別、時間制限、車両の種類などの利用条件を守ることで駐車が許可される。また、都市部など専用の駐車スペースを確保しにくい地域では、時間貸しの有料駐車場が存在する場合がある。

### 道路への駐車
道路への駐車は、交通容量の減少を招いたり交通事故や交通渋滞の原因となることもある一方、物流面では経済活動に一定の役割があるのも事実である。多くの国で、道路における車両等の駐車は「条件付き」で許可されている。

## 欧米における駐車

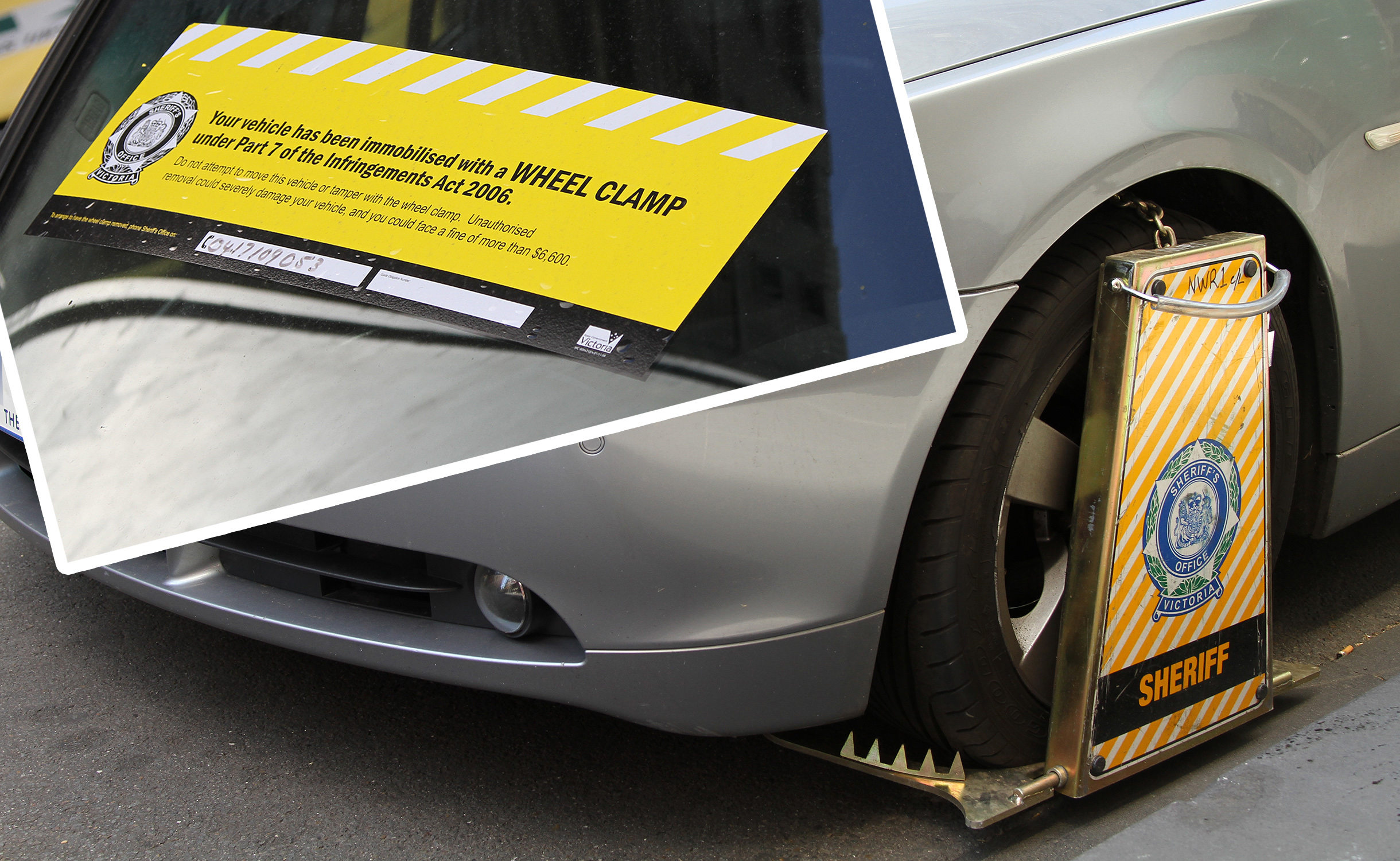
オーストラリアのメルボルンで行われている駐車違反措置。放置車両確認標章と罰金を払うまで車輪を固定するホイールクランプ

### 駐車の定義
ドイツでは日本と同じく車両の停止時間によって駐車を定義している（ドイツでは3分間）。これに対してアメリカ合衆国ではドライバーが運転席に座っている状態か否かで駐車を定義している。自動車の駐車はドイツでは「静止交通」として定義されており走行車両と同等の配慮が行われているとされる。

### 行政上の違反
多くの国で駐車違反は刑法犯ではなく行政上の違反とされ、国によってはこれによって民間業者による取り締まりを可能にしている。

### 駐車違反の取り締まりの主体
ドイツでは警察機関は駐車違反の取り締まりを行っておらず民間業者に委託されている。アメリカ合衆国やオランダでは自治体に駐車違反の取り締まりを専門で行う部局がある。

### 所有者責任
アメリカ合衆国などでは放置駐車車両について一義的には運転者が責任を負い、運転者が特定できない場合に自動車の所有者が責任を負うとしている。一方、イギリスやドイツなどでは、実際の罰金の支払いを運転者が負担するか所有者が負担するかは問わず、最初から自動車所有者の責任としている。